# Fátima Djarra Sani
Fátima Djarra Sani, née à Bissau, en 1968  est une militante féministe de Guinée-Bissau, active notamment contre les mutilations génitales féminines.

## Biographie
Elle est née dans la capitale de la Guinée, Bissau, en 1968. Sa famille appartient à l'ethnie mandingues. Elle subit une mutilation génitale à 4 ans,.
Elle part de son pays après la mort de son mari. Elle obtient un diplôme à Cuba comme technicienne supérieure en construction civile et compléte sa formation à Bruxelles à l'Institut de transport routier et logistique de Bruxelles. puis elle s'installe à Bilbao où réside sa sœur. Là, elle suit des cours d'auxiliaire de gériatrie et demédiation interculturelle. En avril 2008, elle incorpore l'organisation Médecins du Monde, à Pampelune. Elle est également la fondatrice d'une association des femmes africaines de Navarre, Flor de Africa,
. Elle organise des ateliers et des séances d'échanges pour les femmes africaines, se consacrant à la santé sexuelle reproductive et la prévention des mutilations génitales. Elle participe à l'élaboration d'un protocole pour la prévention et la lutte contre les mutilations génitales féminines qui est adopté en juin 2013 en Navarre.
En 2015, elle publie Indomable. De la mutilación a la vida, qui raconte son histoire et ce qu'a signifié pour elle cette mutilation subie très jeune. Elle dénonce le manque d'information et d'éducation qui permet une pérennisation de ces pratiques.